# El guerrero (álbum)
El Guerrero es el segundo álbum de estudio de la banda Gillman y la primera producción bajo el sello venezolano Rodven.
Las sesiones de grabación se efectuaron en Estudios Intersonido de Caracas durante buena parte del año 1985, el ingeniero técnico de grabación fue Mr. A. Green; esta producción contó con ediciones a vinilo y casete, se comercializó oficialmente en Perú y años más tarde se reeditó por un sello taiwanés (de manera no oficial) a CD con bonus tracks.

## Antecedentes
Tras el lanzamiento de Levántate y pelea en 1984, Paul decidió dejar la música creyendo que sería su último trabajo. Sin embargo, en julio del mismo año Alfredo Escalante (mánager del rockero) y su anterior promotor en el sello -Color- Salvador Pérez (ahora gerente de Rodven) ofrecieron la oportunidad de un nuevo contrato por 5 álbumes con el sello. Para este álbum la alineación del grupo solo mantenía a Ernesto Ferro e incluyó como nuevos elementos a Rodrigo Yoma Aparici, Víctor “Maraco” López Inaudi y Félix Guerra.

## Canciones
Side A
- 01- Impostores
- 02- El Guerrero
- 03- Dime
- 04- Rock para el mundo

Side B
- 01- Las nenas
- 02- La serenata del estrangulador
- 03- Guardianes del metal
- 04- No inventemos más

Todas las letras son de Paul Gillman y la música de Gillman, Rodrigo, Ferro y Yoma.

## Formación
- Voz: Paul Gillman – Voz.
- Guitarra y coros: Ernesto Ferro y Rodrigo Yoma Aparici.
- Bajo y coros: Víctor Maraco López Inaudi.
- Batería: Félix Guerra.

## Créditos
- Grabado y mezclado en Estudios Intersonido, Caracas, Venezuela.
- Técnico de grabación: Mr. A. Green.
- Dirección de arte: Paul Gillman.
- Ilustración portada: Reynaldo Bello.